# Гомес да Силва, Лукас
Лу́кас Го́мес да Си́лва или просто Лукас Гомес (порт. Lucas Gomes da Silva; 29 мая 1990, Браганса, штат Пара — 28 ноября 2016, Серро-Гордо, Ла-Уньон, Антьокия, Колумбия) — бразильский футболист, выступавший на позиции нападающего. Погиб в авиакатастрофе BAe 146 под Медельином.

## Биография
Лукас Гомес является воспитанником команды «Брагантино» из родного города Брагансы в штате Пара. В 2010 году он дебютировал за взрослую команду. До 2012 года сменил четыре клуба, выступавших в чемпионатах штатов Пара и Амапа — «Сан-Раймундо», «Трен», «Кастаньял» и «Ананиндеуа». В 2013 году перешёл в «Туну Лузу», одну из популярнейших команд Пары. После этого игрока приобрела «Лондрина» с юга Бразилии, где до конца года он сыграл в восьми матчах и забил три гола в Серии D. После завершения турнира был отдан в аренду до конца года в «Сампайо Корреа», который выступал в Серии C.
2014 год Лукас начал в «Лондрине», после победного завершения чемпионата штата он вновь отправился в аренду, на этот раз уже в клуб Серии B «Икасу». На новом для себя уровне нападающий проявил себя весьма успешно, отметившись шестью забитыми мячами в 22 играх, благодаря чему привлёк внимание одного из грандов бразильского футбола «Флуминенсе», в который «Лондрина» отдала Лукаса на сезон 2015. Лукас действовал, как правило, на правом фланге атаки, не действуя на самом острие.
В январе 2016 года Лукас Гомес вновь отправился в аренду — в другой клуб Серии A «Шапекоэнсе». Он помог команде выиграть титул чемпионов штата Санта-Катарина, став одним из лидеров клуба в атакующей линии. Во второй половине года помог своей команде дойти до первого в истории клуба финала международного турнира — Южноамериканского кубка.
28 ноября 2016 года погиб в авиакатастрофе под Медельином вместе с практически всем составом и тренерским штабом клуба в полном составе, который летел на первый финальный матч ЮАК-2016 с «Атлетико Насьоналем». Позже КОНМЕБОЛ присудила победу в турнире «Шапекоэнсе».

## Достижения
- Чемпион штата Санта-Катарина (1): 2016
- Чемпион штата Парана (1): 2014
- Обладатель Южноамериканского кубка (1): 2016